# Hada elovesi
Hada elovesi är en fjärilsart som beskrevs av George Francis Hampson 1894. Hada elovesi ingår i släktet Hada och familjen nattflyn. Inga underarter finns listade i Catalogue of Life.